# Louise Stevens Bryant
Pour les articles homonymes, voir Bryant.
Louise Stevens Bryant (19 septembre 1885 – 29 août 1956) est une médecin et écrivaine américaine. Elle est impliquée dans les politiques sociales de la sexualité humaine et de la santé maternelle.

## Jeunesse et formation
Louise Stevens naît à Paris le 19 septembre 1885, de parents américains. Elle effectue ses études universitaires au Smith College et obtient un Bachelor of science en 1908. Elle travaille à des reformes scolaires à la fondation Russel Sage puis à la clinique psychologique pour enfant de l'Université de Pennsylvanie. Elle épouse Arthur Bryant in 1909 mais le couple divorce en 1912. Parallèlement, elle étudie pour son doctorat en médecine, qu'elle obtient en 1914. 

## Carrière
En 1914, Bryant commence à travailler au tribunal municipal de Philadelphie, d'abord en tant que chef de la division du département pénal pour les femmes, puis, pendant la guerre, en tant que statisticienne pour le chef de cabinet. Dès 1918, elle siège au Conseil du Bureau statistique de l'industrie de la guerre à Washington où elle produit des rapports statistiques sur l'approvisionnement alimentaire de l'armée américaine et de ses alliés et collabore avec l'équipe statistique de l'État-major des États-Unis. 
De 1919 à 1923, elle est secrétaire à l'éducation des Girl Scouts of the USA. 
En 1923, à New York, Bryant rejoint le domaine de la santé publique, employée par le Comité pour le développement des dispensaires. Entre 1927 et 1935, elle est recrutée par Robert Latou Dickinson en tant que secrétaire exécutive du Comité National sur la santé maternelle. Elle y édite de nombreuses publications destinées au public comme Contrôle de la conception, en 1931 sur les techniques contraceptives ainsi que des études universitaires sur la sexologie, la contraception, l'avortement ou la stérilité. Elle tombe amoureuse de l'une de ses collègues écrivain et professeur, Lura Beam, qui deviendra sa compagne pour le reste de sa vie. 
En 1935, Bryant est la représentante américaine du sexologue anglais Havelock Ellis et l'aide à négocier la deuxième publication américaine de son ouvrage en sept volumes Studies in the Psychology of Sex. Elle travaille comme publiciste pour l'Association américaine des femmes diplômées des universités de 1938 à 1952.
Louise Bryant meurt d'un problème cardiaque à l'hôpital de Bronxville, le 19 août 1956, à 70 ans.

## Publications
- School Feeding, Its History and Practice at Home and Abroad (1913) Philadelphie et Londres : J.B. Lippincott Co. [avec Philander Priestly Claxton]
- The Game (1916) Alexandria, Va.: Alexander Street Press
- Educational Work of Girl Scouts (1921) Washington, D.C. : United States Government Printing Office
- Better Doctoring, Less Dependency (1927) New York
- Control of Contraception (1932) Londres : Baillière & Co [avec Robert Latou Dickinson]